# Racquinghem
Racquinghem (Nederlands: Rakingem) is een gemeente in het Franse departement Pas-de-Calais (regio Hauts-de-France). De plaats maakt deel uit van het arrondissement Sint-Omaars. Racquinghem telde op 1 januari 2022 2.197 inwoners.

## Naam
De plaatsnaam heeft een Oudnederlandse herkomst. De oudste vermelding is van 871 als Rakingahem. Het betreft een samenstelling, waarbij het eerste element een afleiding is van een persoonsnaam + het afstammingsuffix -ing +  -heem (woonplaats, woongebied, dorp, buurtschap). De betekenis van de plaatsnaam is dan: 'woning, woonplaats van de lieden van X'.

## Geografie
De oppervlakte van Racquinghem bedroeg op 1 januari 2022 5,32 vierkante kilometer; de bevolkingsdichtheid was toen 413 inwoners per km².

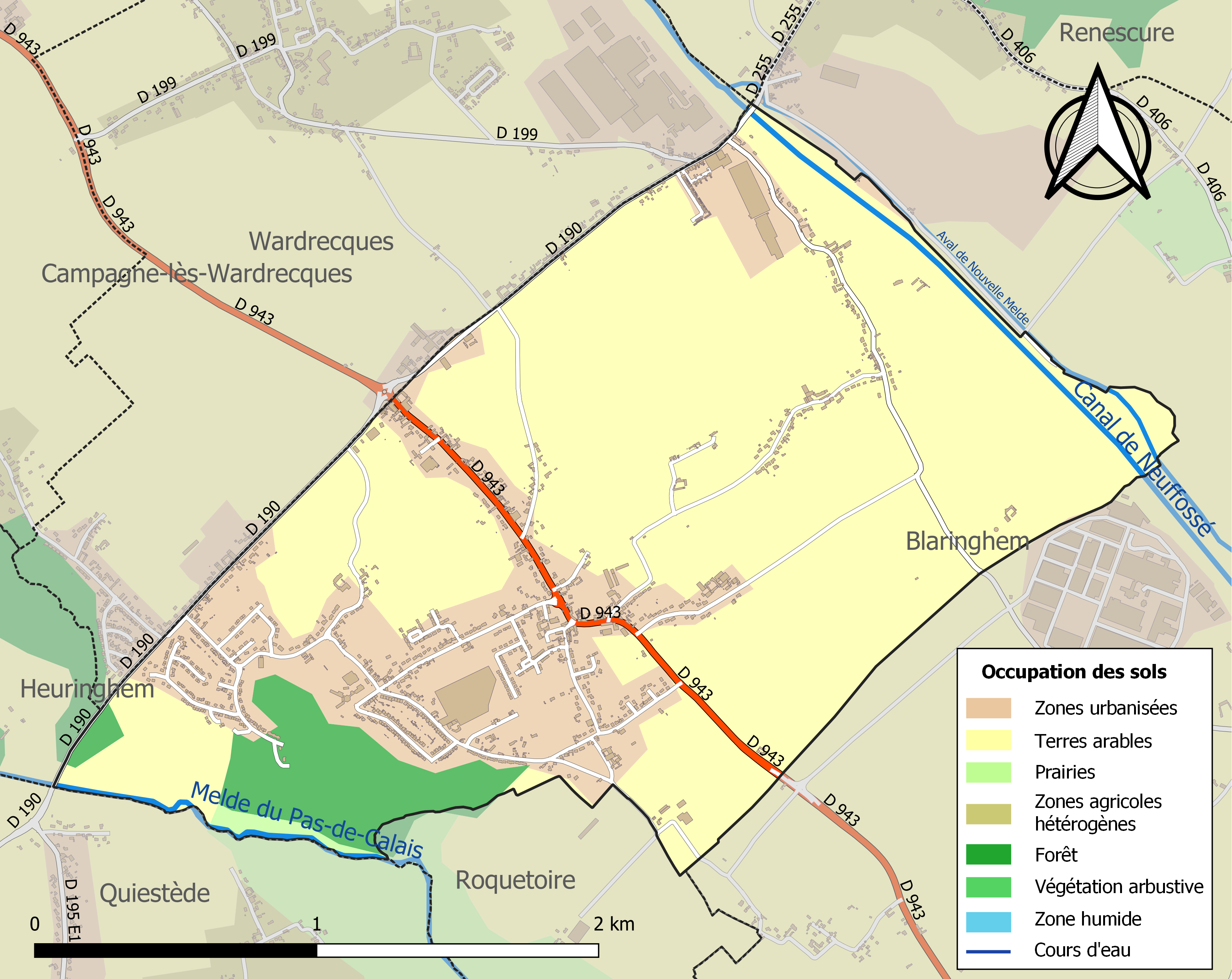
Kaart van de gemeente met belangrijkste infrastructuur, bodemgebruik en omliggende gemeenten

## Demografie
Onderstaande figuur toont het verloop van het inwonertal (bron: INSEE-tellingen).